# Lawabahn
| Dieseltriebwagen im ehemaligen Bahnhof Onverwacht |                     |                                      |                                      |
| Streckenführung der Lawabahn von Paramaribo bis Dam Hochauflösende Datei der Landkarte aus der Encyclopædie van Nederlandsch West-Indië, die zwischen 1914 und 1917 veröffentlicht wurde |                     |                                      |                                      |
| Streckenlänge: | Ursprünglich 173 km |                                      |                                      |
| Spurweite: | 1000 mm (Meterspur) |                                      |                                      |
| |                     |                                      |                                      |
| Streckenführung 1912 (rosa) und ab 1961 (rot)\| \| 0,000 \| Paramaribo (Vaillantsplein) \| Paramaribo (Vaillantsplein) \| \| \| \| Domineekreek \| \| \| \| 2,500 \| Beekhuizen \| Beekhuizen \| \| \| 4,060 \| Saron \| Saron \| \| \| 5,800 \| Ephraimszegen \| Ephraimszegen \| \| \| 7,550 \| Frederikshoop \| Frederikshoop \| \| \| 9,070 \| Hanna'slust \| Hanna'slust \| \| \| 10,500 \| Welgedacht \| Welgedacht \| \| \| 11,470 \| Monplaisir-weg \| Monplaisir-weg \| \| \| 12,310 \| Commissaris-weg \| Commissaris-weg \| \| \| 13,140 \| Helena Christina \| Helena Christina \| \| \| 13,940 \| Bergershoop \| Bergershoop \| \| \| 15,150 \| Braamshoop \| Braamshoop \| \| \| 16,040 \| Houttuin-weg \| Houttuin-weg \| \| \| 16,850 \| Lelydorp \| Lelydorp \| \| \| 17,670 \| Schotel-weg \| Schotel-weg \| \| \| 18,600 \| Java-weg \| Java-weg \| \| \| 19,400 \| Van Hattem-tracé \| Van Hattem-tracé \| \| \| 20,100 \| Libanon-weg \| Libanon-weg \| \| \| 20,100 \| Palisaden-weg \| Palisaden-weg \| \| \| 21,500 \| Copie-weg \| Copie-weg \| \| \| 22,300 \| Bijlhout-weg \| Bijlhout-weg \| \| \| 23,250 \| Groenhart-weg \| Groenhart-weg \| \| \| 24,000 \| Rijsdijk-weg \| Rijsdijk-weg \| \| \| 26,390 \| Nyssen-weg \| Nyssen-weg \| \| \| 27,000 \| Toelseeda-weg \| Toelseeda-weg \| \| \| 28,100 \| Meurs-weg \| Meurs-weg \| \| \| 29,500 \| Onverwacht \| Onverwacht \| \| \| 32,000 \| Haltepunkt \| Haltepunkt \| \| \| 35,000 \| Haltepunkt \| Haltepunkt \| \| \| 41,200 \| Republiek \| Republiek \| \| \| 44,750 \| Zanderij I, Flugplatz[2] \| Zanderij I, Flugplatz[2] \| \| \| 52,400 \| Berlijn \| Berlijn \| \| \| 61,600 \| Zanderij II[2] \| Zanderij II[2] \| \| \| 64,700 \| Sectie O \| Sectie O \| \| \| 79,100 \| Kwakoegron \| Kwakoegron \| \| \| 95,700 \| Guyana (Goldmine) \| Guyana (Goldmine) \| \| \| 99,600 \| De Jong-Noord (Goldmine) \| De Jong-Noord (Goldmine) \| \| \| 102,600 \| Gros Placer \| Gros Placer \| \| \| 105,500 \| De Jong-Zuid (Goldmine) \| De Jong-Zuid (Goldmine) \| \| \| 115,500 \| Brownsweg \| Brownsweg \| \| \| 123,000 \| Kamp III \| Kamp III \| \| \| 133,000 \| Kabelstation-Noord (Seilbahnstation) \| Kabelstation-Noord (Seilbahnstation) \| \| \| \| Erst Seilbahn; später Fähre \| \| \| \| 134,000 \| Kabelstation-Zuid (Seilbahnstation) \| Kabelstation-Zuid (Seilbahnstation) \| \| \| 145,250 \| Abontjema \| Abontjema \| \| \| 151,800 \| Adjama \| Adjama \| \| \| 158,500 \| Sikakamp \| Sikakamp \| \| \| 166,500 \| Gégé \| Gégé \| \| \| 173,000 \| Dam am Sarakreek \| Dam am Sarakreek \| |                     |                                      |                                      |
| Kopfbahnhof Streckenanfang (Strecke außer Betrieb) | 0,000               | Paramaribo (Vaillantsplein)          | Paramaribo (Vaillantsplein)          |
| Brücke über Wasserlauf (Strecke außer Betrieb) |                     | Domineekreek                         | Domineekreek                         |
| Haltepunkt / Haltestelle (Strecke außer Betrieb) | 2,500               | Beekhuizen                           | Beekhuizen                           |
| Haltepunkt / Haltestelle (Strecke außer Betrieb) | 4,060               | Saron                                | Saron                                |
| Haltepunkt / Haltestelle (Strecke außer Betrieb) | 5,800               | Ephraimszegen                        | Ephraimszegen                        |
| Haltepunkt / Haltestelle (Strecke außer Betrieb) | 7,550               | Frederikshoop                        | Frederikshoop                        |
| Haltepunkt / Haltestelle (Strecke außer Betrieb) | 9,070               | Hanna'slust                          | Hanna'slust                          |
| Haltepunkt / Haltestelle (Strecke außer Betrieb) | 10,500              | Welgedacht                           | Welgedacht                           |
| Haltepunkt / Haltestelle (Strecke außer Betrieb) | 11,470              | Monplaisir-weg                       | Monplaisir-weg                       |
| Haltepunkt / Haltestelle (Strecke außer Betrieb) | 12,310              | Commissaris-weg                      | Commissaris-weg                      |
| Haltepunkt / Haltestelle (Strecke außer Betrieb) | 13,140              | Helena Christina                     | Helena Christina                     |
| Haltepunkt / Haltestelle (Strecke außer Betrieb) | 13,940              | Bergershoop                          | Bergershoop                          |
| Haltepunkt / Haltestelle (Strecke außer Betrieb) | 15,150              | Braamshoop                           | Braamshoop                           |
| Haltepunkt / Haltestelle (Strecke außer Betrieb) | 16,040              | Houttuin-weg                         | Houttuin-weg                         |
| Bahnhof (Strecke außer Betrieb) | 16,850              | Lelydorp                             | Lelydorp                             |
| Haltepunkt / Haltestelle (Strecke außer Betrieb) | 17,670              | Schotel-weg                          | Schotel-weg                          |
| Haltepunkt / Haltestelle (Strecke außer Betrieb) | 18,600              | Java-weg                             | Java-weg                             |
| Haltepunkt / Haltestelle (Strecke außer Betrieb) | 19,400              | Van Hattem-tracé                     | Van Hattem-tracé                     |
| Haltepunkt / Haltestelle (Strecke außer Betrieb) | 20,100              | Libanon-weg                          | Libanon-weg                          |
| Haltepunkt / Haltestelle (Strecke außer Betrieb) | 20,100              | Palisaden-weg                        | Palisaden-weg                        |
| Haltepunkt / Haltestelle (Strecke außer Betrieb) | 21,500              | Copie-weg                            | Copie-weg                            |
| Haltepunkt / Haltestelle (Strecke außer Betrieb) | 22,300              | Bijlhout-weg                         | Bijlhout-weg                         |
| Haltepunkt / Haltestelle (Strecke außer Betrieb) | 23,250              | Groenhart-weg                        | Groenhart-weg                        |
| Haltepunkt / Haltestelle (Strecke außer Betrieb) | 24,000              | Rijsdijk-weg                         | Rijsdijk-weg                         |
| Haltepunkt / Haltestelle (Strecke außer Betrieb) | 26,390              | Nyssen-weg                           | Nyssen-weg                           |
| Haltepunkt / Haltestelle (Strecke außer Betrieb) | 27,000              | Toelseeda-weg                        | Toelseeda-weg                        |
| Haltepunkt / Haltestelle (Strecke außer Betrieb) | 28,100              | Meurs-weg                            | Meurs-weg                            |
| Kopfbahnhof Strecke bis hier außer Betrieb | 29,500              | Onverwacht                           | Onverwacht                           |
| Haltepunkt / Haltestelle | 32,000              | Haltepunkt                           | Haltepunkt                           |
| Haltepunkt / Haltestelle | 35,000              | Haltepunkt                           | Haltepunkt                           |
| Bahnhof | 41,200              | Republiek                            | Republiek                            |
| Bahnhof | 44,750              | Zanderij I, Flugplatz                | Zanderij I, Flugplatz                |
| Haltepunkt / Haltestelle | 52,400              | Berlijn                              | Berlijn                              |
| Haltepunkt / Haltestelle | 61,600              | Zanderij II                          | Zanderij II                          |
| Haltepunkt / Haltestelle | 64,700              | Sectie O                             | Sectie O                             |
| Haltepunkt / Haltestelle | 79,100              | Kwakoegron                           | Kwakoegron                           |
| Haltepunkt / Haltestelle | 95,700              | Guyana (Goldmine)                    | Guyana (Goldmine)                    |
| Haltepunkt / Haltestelle | 99,600              | De Jong-Noord (Goldmine)             | De Jong-Noord (Goldmine)             |
| Haltepunkt / Haltestelle | 102,600             | Gros Placer                          | Gros Placer                          |
| Haltepunkt / Haltestelle | 105,500             | De Jong-Zuid (Goldmine)              | De Jong-Zuid (Goldmine)              |
| Kopfbahnhof Strecke ab hier außer Betrieb | 115,500             | Brownsweg                            | Brownsweg                            |
| Haltepunkt / Haltestelle (Strecke außer Betrieb) | 123,000             | Kamp III                             | Kamp III                             |
| Bahnhof (Strecke außer Betrieb) | 133,000             | Kabelstation-Noord (Seilbahnstation) | Kabelstation-Noord (Seilbahnstation) |
| |                     | Erst Seilbahn; später Fähre          |                                      |
| Bahnhof (Strecke außer Betrieb) | 134,000             | Kabelstation-Zuid (Seilbahnstation)  | Kabelstation-Zuid (Seilbahnstation)  |
| Haltepunkt / Haltestelle (Strecke außer Betrieb) | 145,250             | Abontjema                            | Abontjema                            |
| Haltepunkt / Haltestelle (Strecke außer Betrieb) | 151,800             | Adjama                               | Adjama                               |
| Haltepunkt / Haltestelle (Strecke außer Betrieb) | 158,500             | Sikakamp                             | Sikakamp                             |
| Haltepunkt / Haltestelle (Strecke außer Betrieb) | 166,500             | Gégé                                 | Gégé                                 |
| Kopfbahnhof Streckenende (Strecke außer Betrieb) | 173,000             | Dam am Sarakreek                     | Dam am Sarakreek                     |

Die Lawabahn (niederländisch Lawaspoorweg oder später Landsspoorweg) war eine 173 km lange eingleisige Schmalspurbahn mit einer Spurweite von 1000 mm in Suriname. Sie wurde ab 1903 von Paramaribo an der Küste bis Dam am Sarakreek gebaut, aber nicht, wie während des Goldrausches ursprünglich geplant, bis zu den Goldlagerstätten im Südosten des Landes am Fluss Lawa verlängert. 1986 verkehrten die letzten Züge auf der noch verbliebenen Strecke.

## Baugeschichte

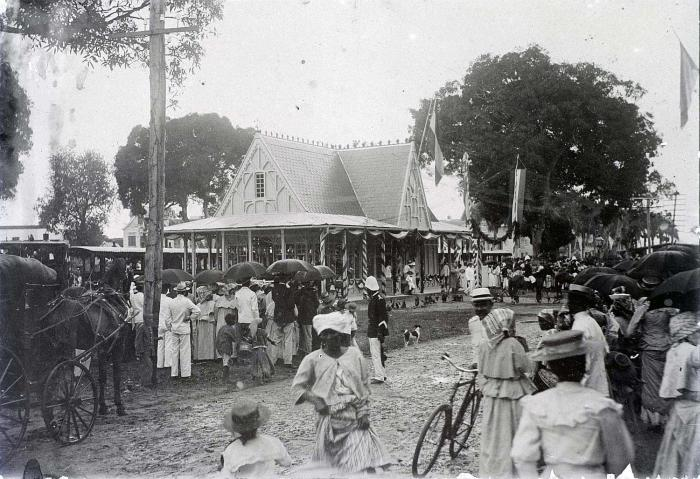
Bahnhof Paramaribo (Vaillantsplein):
Eröffnung der Bahn 1905

Die ersten Pläne für die Eisenbahnlinie stammten von Privatpersonen. 1902 verkündete Cornelis Lely, der Gouverneur von Suriname, dass die Regierung die Linie bauen werde, um den Goldbergbau im Lawagebiet zu erleichtern. Die Linie sollte eigentlich insgesamt mehr als 350 Kilometer lang werden. Aufgrund der enttäuschenden Goldfunde wurde sie jedoch nur zur Hälfte gebaut. Zu Ehren des Gouverneurs wurde das an der Bahnlinie gelegene Dorf Kofidjompo in Lelydorp umbenannt.
1903 begannen vor allem ehemalige Matrosen aus Curacao mit dem Bau der Eisenbahn und nahmen den ersten Abschnitt, von Paramaribo nach Republiek, 1905 in Betrieb. Sie stellten den Streckenabschnitt bis zum Bahnhof Dam beim Sarakreek 1912 fertig. Die Bahn war zu diesem Zeitpunkt 173 Kilometer lang und hatte bereits 8,5 Millionen Gulden gekostet.

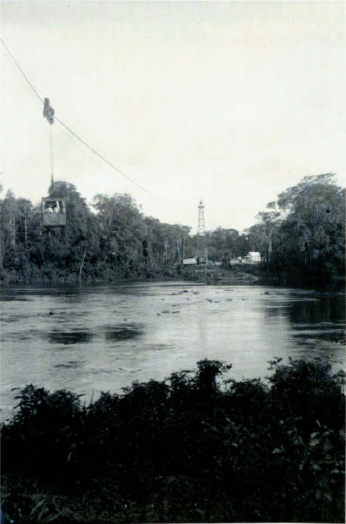
Seilbahn über den Fluss Suriname

Der bemerkenswerteste Teil der Linie war eine rund 300 m lange Seilbahn über den Fluss Suriname, die gebaut wurde, weil der Bau einer Brücke zu aufwändig gewesen wäre. An der Seilbahnstation (Kabelstation) mussten alle Fahrgäste aussteigen und in Seilbahn-Gondeln den Fluss überqueren. Am östlichen Ufer des Suriname-Flusses stand dann ein zweiter Zug bereit für die Strecke bis zur Endstation Dam beim Sarakreek. Gepäck und Stückgut wurden in hölzernen Containern transportiert, die auf Flachwagen standen, um besser von der Seilbahn aufgenommen werden zu können. Die Fahrzeit für die gesamte Strecke betrug etwa 10½ Stunden. Der südliche Streckenabschnitt und die Seilbahn wurden bereits 1936 stillgelegt, sodass die Seilbahnstation zum Endbahnhof wurde.

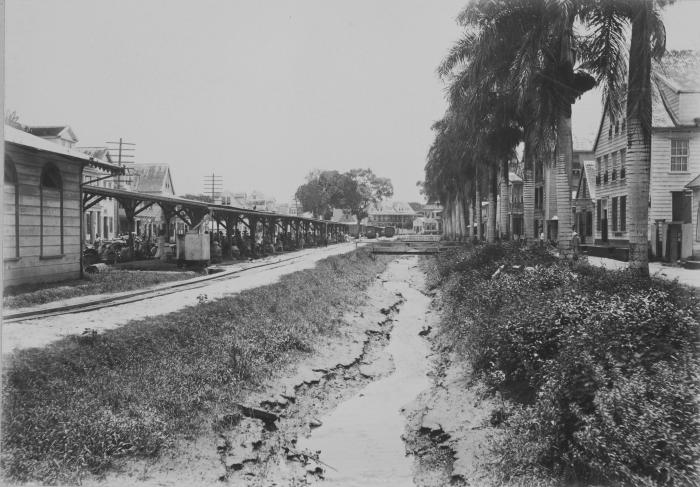
Die Lawabahn (links) in Paramaribo zwischen Knuffelsgracht und überdachtem Markt am Heiligenweg

1958 wurde der Bahnhof in Paramaribo am Vaillantsplein in der Innenstadt aufgehoben und nach Beekhuizen verlegt. Im Jahre 1961 wurde das noch weiter südlich liegende Onverwacht die Startstation. Als sich in den 1960er Jahren der Brokopondo-Stausee zu füllen begann, musste der Streckenabschnitt vom Brownsberg-Naturpark zur Seilbahnstation stillgelegt werden. Die Stationen Kabel und Dam versanken im Stausee.
Ab dem Bau des Stausees wurde die Bahnstrecke nur noch von Onverwacht bis Brownsweg befahren.
Der Bahnverkehr wurde 1986 definitiv eingestellt. Anlass war der Beschuss eines fahrenden Schienenbusses, während des gerade begonnenen Bürgerkrieges (1986 bis 1992), bei dem ein Mädchen schwer verletzt wurde.
Die Versuche des Niederländers Peter Sul (Lovers Rail) in den 1990er Jahren, die damals verbliebenen 86 Kilometer der Linie insbesondere für den Tourismus zu nutzen, sind gescheitert. Die Fahrzeuge verrosten seitdem zunehmend im Bahnhof Onverwacht. Die Strecke durch den Dschungel ist inzwischen überwuchert und zwischen Paramaribo und Onverwacht fast vollkommen verschwunden.

## Schienenfahrzeuge
Anfangs wurden auf der Lawabahn Dampflokomotiven eingesetzt, aber 1954 wurde für den Personenverkehr auf Schienenbusse mit Dieselmotoren umgestellt.

### Dampflokomotiven

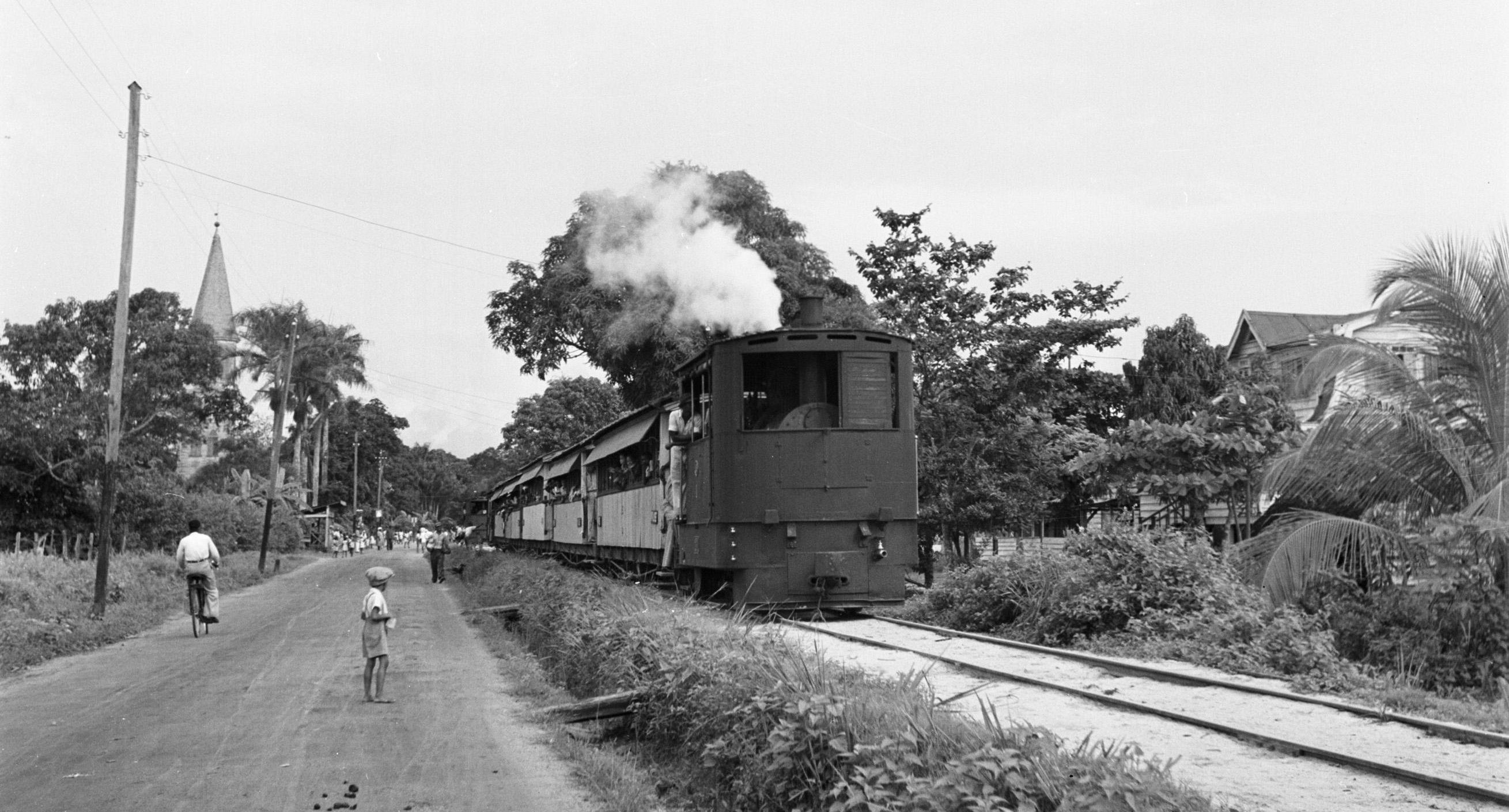
Borsig-Dampflokomotive der
Serien-Nr. 5339–5344

Die ersten sechs Dampflokomotiven mit einem Dienstgewicht von jeweils 16 t lieferte das Maschinenbauunternehmen Borsig aus Berlin. Ihre an Straßenbahnlokomotiven erinnernde Kastenbauweise war zuvor schon erfolgreich bei der Bahnlinie Semarang-Joana eingesetzt worden.
Die Arnold Jung Lokomotivfabrik in Kirchen baute 1905 zwei kleine und nur jeweils 8,5 t schwere Dampfloks für den Einsatz südlich des Flusses Suriname. Diese wurden nach der Verschiffung nach Suriname an der Seilbahnstation zerlegt und mit der Seilbahn über den Fluss transportiert, um auf der anderen Seite wieder zusammengebaut zu werden. Sie wurden auf die Namen Kadjoe (Serien-Nr. PS 820) und Maabo (Serien-Nr. PS 889) getauft.
Die Lokomotivfabrik Krauss & Comp. in München bauten 1908 zwei jeweils 16 t schwere Schwesterlokomotiven mit den Bezeichnungen Gege und Dam (Serien-Nummern 6074 und 6075). Eine davon steht heute(2014) als Denkmal in Onverwacht.
Eine von der niederländischen Maschinenfabrik Backer & Rueb in Breda 1916 hergestellte Dampflok namens Para (Serien-Nr. 300) ist heute(2014) noch mit zwei Personenwagen im Bahnhof Onverwacht erhalten.

### Diesel-Triebwagen

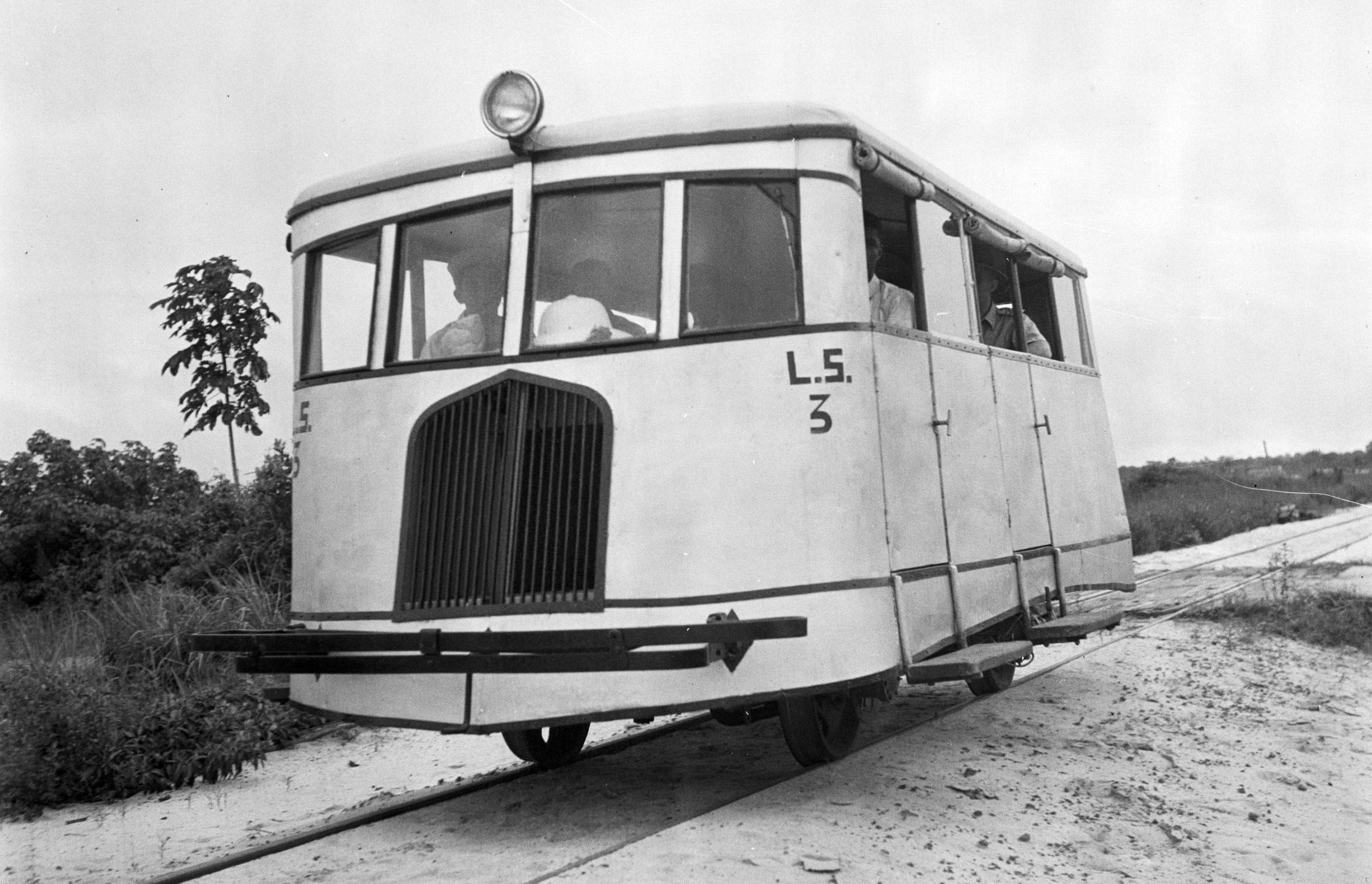
Amerikanischer Schienenbus L.S.3

Ein amerikanischer Schienenbus mit der Beschriftung L.S.3 läutete in Suriname den Ersatz von Dampfkraft durch Dieselantriebe ein. Dieser hatte gegenüber den von Dampflokomotiven gezogenen Personenzügen deutlich geringere Wartungs- und Betriebskosten.
1954 bauten Linke-Hofmann-Busch/Büssing in Deutschland ein Drei-Wagen-Set mit 160 PS für die Lawabahn. Es bestand aus einem Schienenbus mit 14 Sitzplätzen der 1. Klasse und 26 Sitzplätzen in der 2. Klasse, einem Zwischenwagen mit 56 Sitzplätzen der 3. Klasse und einem Endwagen mit 31 Sitzplätzen der 3. Klasse sowie einer Ladekapazität von 3 Tonnen Fracht.
Außerdem gab es mehrere Rottenkraftwagen und Draisinen.

### Personen- und Güterwagen

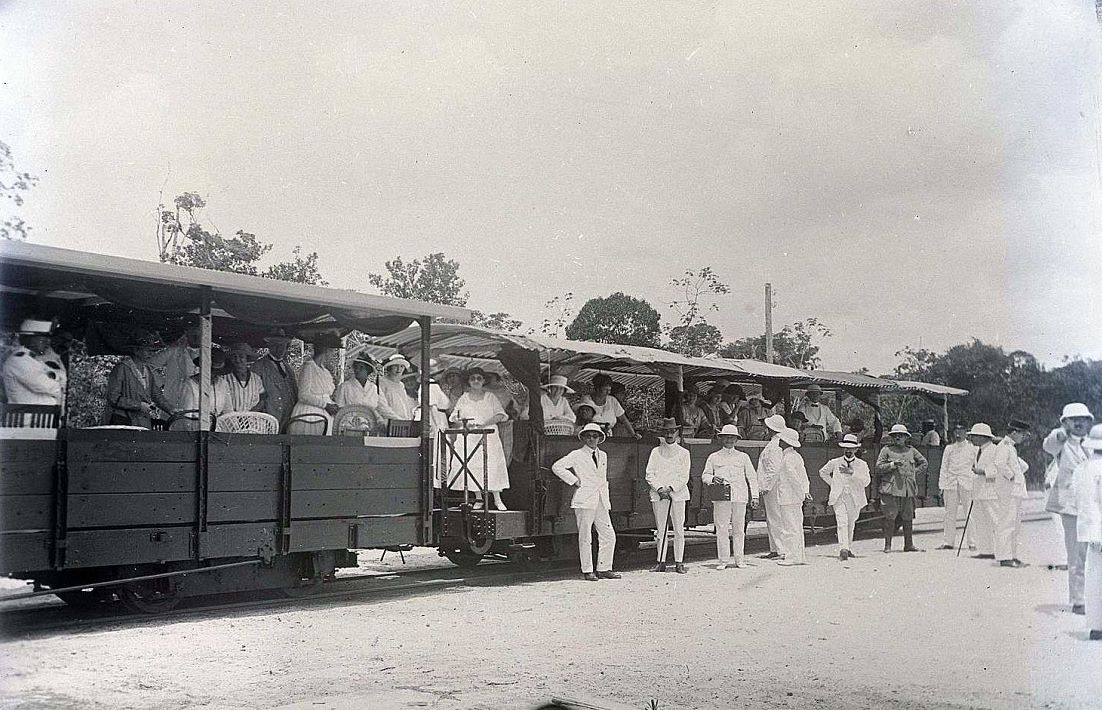
Besichtigung der Bahnlinie durch Gouverneur van Heemstra im Juli 1923

1904 wurden von dem belgischen Schienenfahrzeughersteller Metallurgique 15 Personenwagen mit einem hölzernen Aufbau mit jeweils 12 Fenstern und fest installierten Sonnenschutzblenden hergestellt. Der gleiche Hersteller lieferte auch sechs gedeckte Güterwagen und 35 Schotterwagen.
Für Ausflüge gab es 3 offene Planwagen, die beispielsweise bei der Besichtigung der Eisenbahn und Seilbahn durch den Gouverneur Aarnoud van Heemstra im Juli 1923 eingesetzt wurden. Ein Drehgestell-Flachbettwagen wurde mit einem Kastenaufbau versehen, um eine Rastmöglichkeit in gepflegter Atmosphäre mit Silbergeschirr und Serviettenringen anzubieten.
Bis 1959 wurden 100 vierachsige Kesselwagen zum Transport von Kerosin vom Hafen in Paramaribo zum Flugplatz in Zanderij eingesetzt, ein durch den Funkenflug der Dampflokomotiven nicht ganz ungefährliches Unterfangen.

## Literatur und Film

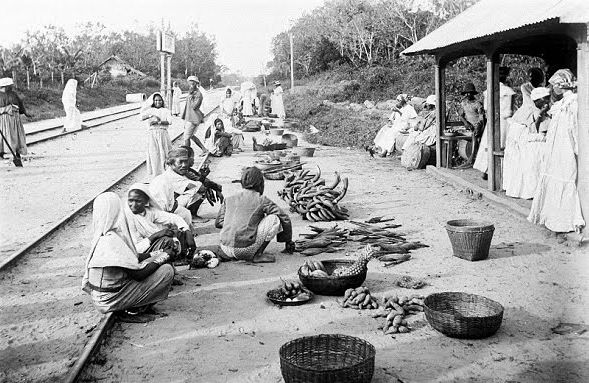
Markt am Bahnhof Lelydorp, 1910